# セパタクロウ
セパタクロウ（1984年11月12日 - ）は、日本の放送作家、小説家。小説家としてのペンネームは関根パン（せきねぱん）。

## 略歴
TBSラジオ『アンタッチャブルのシカゴマンゴ』のハガキ職人、「さすらいダーリン」として活動し、番組スタッフから声をかけられたことによって放送作家としての活動を開始した。「セパタクロウ」の名前は本人が考案し、リスナーからの投票によって決定されている。aikoのファンでもあり、ニコニコ生放送などで度々共演している。

## 著書

### 関根パン名義
- 『キュージュツカ！』[4]（イラスト：小路あゆむ）全3巻、エンターブレイン・ファミ通文庫
- 『ひるねねのききねね』（イラスト：小路あゆむ）エンターブレイン・ファミ通文庫
- 『魔迷宮のセイレーンが歌いません』（イラスト：桜木蓮）エンターブレイン・ファミ通文庫
- 『つまり、雑念の沙鳥さん。』（イラスト：さけハラス） KADOKAWA・カドカワ読書タイム

## 担当番組

### 現在
- 山里亮太の不毛な議論（TBSラジオ）
- 川島明のねごと（TBSラジオ）
- スタンド・バイ・見取り図（TBSラジオ）
- be master of radio（アール・エフ・ラジオ日本）
- 稲垣好 はおうの城（音泉）
- Spotify ANIZONE（Spotify）

### 過去
- アンタッチャブルのシカゴマンゴ（TBSラジオ）
- デブッタンテ（TBSラジオ）